# Saint-Zénon-du-Lac-Humqui
Saint-Zénon-du-Lac-Humqui är en kommun av typen socken (municipalité de paroisse) i provinsen Québec i Kanada. Den ligger i regionen Bas-Saint-Laurent, i den östra delen av landet, 700 km nordost om huvudstaden Ottawa.